# Lijst van nummer 1-hits in de Vlaamse top 10 in 2025
Deze hits stonden in 2025 op nummer 1 in de Vlaamse top 30 van Ultratop.
| Datum        | Artiest                | Titel      |
| ------------ | ---------------------- | ---------- |
| 4 januari    | Pommelien Thijs & MEAU | Het midden |
| 11 januari   | Pommelien Thijs & MEAU | Het midden |
| 18 januari   | Pommelien Thijs & MEAU | Het midden |
| 25 januari   | Pommelien Thijs & MEAU | Het midden |
| 1 februari   | Pommelien Thijs & MEAU | Het midden |
| 8 februari   | Pommelien Thijs & MEAU | Het midden |
| 15 februari  | Pommelien Thijs & MEAU | Het midden |
| 22 februari  | Pommelien Thijs & MEAU | Het midden |
| 1 maart      | Pommelien Thijs & MEAU | Het midden |
| 8 maart      | Pommelien Thijs & MEAU | Het midden |
| 15 maart     | Pommelien Thijs & MEAU | Het midden |
| 22 maart     | Pommelien Thijs & MEAU | Het midden |
| 29 maart     | Pommelien Thijs        | Atlas      |
| 5 april      | Pommelien Thijs        | Atlas      |
| 12 april     | Pommelien Thijs        | Atlas      |
| 19 april     | Pommelien Thijs        | Atlas      |
| 26 april     | Pommelien Thijs        | Atlas      |
| 3 mei        | Pommelien Thijs        | Atlas      |
| 10 mei       | Pommelien Thijs        | Atlas      |
| 17 mei       | Pommelien Thijs        | Atlas      |
| 24 mei       | Pommelien Thijs        | Atlas      |
| 31 mei       | Pommelien Thijs        | Atlas      |
| 7 juni       | Pommelien Thijs        | Atlas      |
| 14 juni      | Pommelien Thijs        | Atlas      |
| 21 juni      | Pommelien Thijs        | Atlas      |
| 28 juni      | Pommelien Thijs        | Atlas      |
| 5 juli       | Pommelien Thijs        | Atlas      |
| 12 juli      | Pommelien Thijs        | Atlas      |
| 19 juli      | Pommelien Thijs        | Atlas      |
| 26 juli      | Pommelien Thijs        | Atlas      |
| 2 augustus   | Pommelien Thijs        | Atlas      |
| 9 augustus   | Pommelien Thijs        | Atlas      |
| 16 augustus  | Pommelien Thijs        | Atlas      |
| 23 augustus  |                        |            |
| 30 augustus  |                        |            |
| 6 september  |                        |            |
| 13 september |                        |            |
| 20 september |                        |            |
| 27 september |                        |            |
| 4 oktober    |                        |            |
| 11 oktober   |                        |            |
| 18 oktober   |                        |            |
| 25 oktober   |                        |            |
| 1 november   |                        |            |
| 8 november   |                        |            |
| 15 november  |                        |            |
| 22 november  |                        |            |
| 29 november  |                        |            |
| 6 december   |                        |            |
| 13 december  |                        |            |
| 20 december  |                        |            |
| 27 december  |                        |            |

Lijsten van nummer 1-hits in de Radio 2 Top 30

1970 ·
1971 ·
1972 ·
1973 ·
1974 ·
1975 ·
1976 ·
1977 ·
1978 ·
1979 ·
1980 ·
1981 ·
1982 ·
1983 ·
1984 ·
1985 ·
1986 ·
1987 ·
1988 ·
1989 ·
1990 ·
1991 ·
1992 ·
1993 ·
1994 ·
1995 ·
1996 ·
1997 ·
1998 ·
1999 ·
2000 ·
2001 ·
2002 ·
2003 ·
2004 ·
2005 ·
2006 ·
2007 ·
2008 ·
2009 ·
2010 ·
2011 ·
2012 ·
2013 ·
2014 ·
2015 ·
2016 ·
2017 ·
2018 ·
2019 ·
2020 ·
2021 ·
2022 ·
2023 ·
2024 ·
2025
Lijsten van nummer 1-hits in de Ultratop 50 

1995 ·
1996 ·
1997 ·
1998 ·
1999 ·
2000 ·
2001 ·
2002 ·
2003 ·
2004 ·
2005 ·
2006 ·
2007 ·
2008 ·
2009 ·
2010 ·
2011 ·
2012 ·
2013 ·
2014 ·
2015 ·
2016 ·
2017 ·
2018 ·
2019 ·
2020 ·
2021 ·
2022 ·
2023 ·
2024 ·
2025
Lijsten van nummer 1-hits in de Vlaamse top 50

2001 ·
2002 ·
2003 ·
2004 ·
2005 ·
2006 ·
2007 ·
2008 ·
2009 ·
2010 ·
2011 ·
2012 ·
2013 ·
2014 ·
2015 ·
2016 ·
2017 ·
2018 ·
2019 ·
2020 ·
2021 ·
2022 ·
2023 ·
2024 ·
2025
- Nederland (Top 40)
- Nederland (Single Top 100)
- Nederland (538 Top 50)
- Nederland (Verrukkelijke 15)
- Vlaanderen (Radio 2 Top 30)
- Vlaanderen (Ultratop 50)
- Vlaanderen (Top 30 van Ultratop)